# Erdmannhausen
Erdmannhausen är en kommun och ort i Landkreis Ludwigsburg i regionen Stuttgart i Regierungsbezirk Stuttgart i förbundslandet Baden-Württemberg i Tyskland.
Kommunen ingår i kommunalförbundet Marbach am Neckar tillsammans med staden Marbach am Neckar och kommunerna Affalterbach och Benningen am Neckar.